# ナディネ・ケスラー
ナディネ・ケスラー（Nadine Keßler、1988年4月4日 - ）は、ドイツ・ラントシュトゥール出身の元女子サッカー選手。現役時代のポジションはミッドフィールダー。2014年度にFIFA女子最優秀選手賞とUEFA欧州女子最優秀選手賞を受賞している。

## 経歴

### クラブ
1988年4月4日にラントシュトゥールに生まれる。年少の頃は少年サッカーチームでプレーしていた。
2004年、16歳の時に女子チームである1.FCザールブリュッケンに移籍。主力として2度のブンデスリーガ・2部の優勝に貢献した。
2009年から2011年には1.FFCトゥルビネ・ポツダムに在籍し、2009-10シーズンのUEFA女子チャンピオンズリーグ優勝と2009-10、2010-11シーズンのブンデスリーガ優勝を経験する。
2011年からはVfLヴォルフスブルクでプレーしており、UEFA女子チャンピオンズリーグ、ブンデスリーガ、DFBポカールをそれぞれ2回優勝している。
2014年度にはFIFA女子最優秀選手賞とUEFA欧州女子最優秀選手賞を受賞した。
2016年4月14日に現役引退を発表した。

### ドイツ代表
2003年から2008年までの間、ドイツの年代別代表に選出されていた。
フル代表には2010年のアルガルヴェ・カップで初選出され、デビュー戦のフィンランド戦で代表初ゴールをあげた。
2013年のUEFA欧州女子選手権では守備的MFとしてチームの優勝に貢献した。
2015年のFIFA女子ワールドカップ・カナダ大会では、怪我の影響でメンバーから外れた。

### ゴール
| #   | 開催年月日     | 開催地           | 対戦国       | スコア | 結果 | 試合概要                                    |
| --- | -------------- | ---------------- | ------------ | ------ | ---- | ------------------------------------------- |
| 1.  | 2010年2月26日  | パルシャル       | フィンランド | 6–0    | 7–0  | アルガルヴェ・カップ2010                    |
| 2.  | 2013年2月13日  | ストラスブール   | フランス     | 2–3    | 3–3  | 親善試合                                    |
| 3.  | 2013年2月13日  | ストラスブール   | フランス     | 3–3    | 3–3  | 親善試合                                    |
| 4.  | 2013年3月11日  | ラゴス           | ノルウェー   | 2–0    | 2–0  | アルガルヴェ・カップ2013                    |
| 5.  | 2013年9月21日  | コトブス         | ロシア       | 2–0    | 9–0  | 2015 FIFA女子ワールドカップ・ヨーロッパ予選 |
| 6.  | 2013年9月21日  | コトブス         | ロシア       | 8–0    | 9–0  | 2015 FIFA女子ワールドカップ・ヨーロッパ予選 |
| 7.  | 2013年11月23日 | ジリナ           | スロバキア   | 1–0    | 6–0  | 2015 FIFA女子ワールドカップ・ヨーロッパ予選 |
| 8.  | 2013年11月23日 | ジリナ           | スロバキア   | 4–0    | 6–0  | 2015 FIFA女子ワールドカップ・ヨーロッパ予選 |
| 9.  | 2014年3月12日  | ファロ           | 日本         | 1–0    | 3–0  | アルガルヴェ・カップ2014                    |
| 10. | 2014年5月8日   | オスナブリュック | スロバキア   | 4–0    | 9–1  | 2015 FIFA女子ワールドカップ・ヨーロッパ予選 |

## タイトル

### ドイツ代表
- UEFA U-19女子選手権 優勝（2006年、2007年）
- UEFA欧州女子選手権 優勝（2013年）
- アルガルヴェ・カップ 優勝（2014年）

### クラブ
1.FFCトゥルビネ・ポツダム
- UEFA女子チャンピオンズリーグ 優勝（2009-10）
- ブンデスリーガ 優勝（2009-10、2010-11）

VfLヴォルフスブルク
- UEFA女子チャンピオンズリーグ 優勝（2012-13、2013-14）
- ブンデスリーガ 優勝（2012-13、2013-14）
- DFBポカール 優勝（2012-13、2014-15）

### 個人タイトル
- FIFA女子最優秀選手賞（2014年）
- UEFA欧州女子最優秀選手賞（2014年）